# Jonathan Millieras
Jonathan Millieras (* 19. Mai 1993 in Beaumont) ist ein französischer ehemaliger Fußballtorwart.

## Vereinskarriere
Millieras wechselte 2009 vom unterklassigen Verein AS Montferrand zur LB Châteauroux. Dort wurde der damals 16-Jährige nicht nur in den Jugendteams, sondern auch in der fünftklassigen Reservemannschaft eingesetzt. 2011 rückte er in den zweitklassigen Profikader auf, kam in seiner ersten Saison allerdings nicht zum Einsatz. Zur Sommerpause beendete Stammtorwart Vincent Fernandez seine Karriere, sodass Millieras neben Mickaël Caradec lediglich noch einen Konkurrenten im Team hatte. Gegen diesen konnte er sich zunächst durchsetzen und war nach seinem Zweitligadebüt am ersten Spieltag bis Mitte Januar als erster Torwart gesetzt. Zu diesem Zeitpunkt wurde er von Caradec verdrängt.

## Nationalmannschaft
Millieras gehörte der französischen U-19-Auswahl an, für die er am 7. Oktober 2011 bei einem 2:1 gegen die Ukraine debütierte. Nach diesem Freundschaftsspiel nahm er auch an der Qualifikation zur Europameisterschaft 2012 in Estland teil. Eigentlich war er nicht im Kader für das Turnier vorgesehen, sprang aber nach der Verletzung des Torhüters Maxime Dupé vom FC Nantes kurzfristig ein. Die 1:2-Niederlage gegen England in der Vorrunde der EM war blieb sein einziges Spiel im Turnier und sein letztes Spiel für die Auswahl.